# Kotschya schweinfurthii
Kotschya schweinfurthii es una especie de planta floral del género Kotschya, tribu Dalbergieae, familia Fabaceae.

## Distribución
Se distribuye por Benín, Camerún, República Centroafricana, Chad, Ghana, Nigeria, Sudán, Togo y Zaire.

## Taxonomía
Fue descrita por (Taub.) Dewit & P. A. Duvign. y publicada en Bull. Soc. Roy. Bot. Belgique 86: 209 (1954).